# 北京大学考古文博学院
北京大学考古文博学院是北京大學下属的一個學院，隶属于北京大学人文学部。是中国第一个成立的高等院校考古学教学研究机构。1922年，北京大学国学门下成立了以马衡先生为主任的考古学研究室，外聘罗振玉、伯希和等为考古学通信导师，是为北京大学考古文博学院之前身。
1934年，马衡先生出任故宫博物院院长，改由胡适先生兼任考古学室主任。1946年北京大学由于日本侵华而南迁8年之后返京，成立了以向达先生为主任的文科研究所古器物整理室，聘梁思永、裴文中先生为导师，开始招收考古研究生。1952年，在历史系内成立考古专业。

## 历史沿革
- 国学门考古学研究室时期（1922—1946）
- 文科研究所古器物整理室时期（1946—1952）
- 考古学专业时期（1952—1983）
- 考古系时期（1983—1998）
- 考古文博院（中国文物博物馆学院）时期（1998—2002）
- 考古文博学院时期（2002-至今）

## 机构设置

### 行政机构及专门委员会
学院机构包括管理部门、行政部门、教研部门、科研机构、赛克勒考古与艺术博物馆和信息中心等。

### 專業設置
考古文博学院现有考古学系、文化遺產學系；下设考古学、博物馆学两个本科专业，古代建筑、文物保护两个本科专业方向。研究生阶段则有旧石器时代考古、新石器时代考古、商周考古、汉唐考古、宋元明考古、古文字、佛教考古、陶瓷考古、中西亚考古、科技考古、中国古代文物、博物馆学、文物保护科学等方向。学院还设有考古学及博物馆学博士点和考古学博士后流动站。